# Кордоба, Иван Рамиро
Иван Рами́ро Ко́рдоба Сепульведа (исп. Iván Ramiro Córdoba Sepúlveda; 11 августа 1976, Медельин, Колумбия) — колумбийский футболист, центральный защитник. Выступал за сборную Колумбии, автор победного гола в финале Кубка Америки 2001. Наиболее известен как игрок итальянского клуба «Интернационале».

## Биография
Иван Кордоба дебютировал в профессиональном футболе в составе клуба второго дивизион «Депортиво Рионегро» в 1993 году. В 1996 году он присоединился к одному из самых титулованных и популярных клубов своей страны, «Атлетико Насьональ», однако за 2 года выступлений за «бело-зелёный» клуб так и не сумел стать чемпионом Колумбии. В «Атлетико» Иван Рамиро был твёрдым игроком основного состава и одним из лидеров, особенно во втором сезоне, чем привлёк внимание клубов из-за рубежа.
В 1997 году Кордоба перешёл в аргентинский «Сан-Лоренсо», в котором за 2 года проявил себя не только как надёжный защитник, но и бомбардир. В сезоне 1998/99 Иван забил в 35 матчах чемпионата Аргентины 6 голов — больше он не забивал ни разу за свою карьеру — лишь в сезоне 2005/06, выступая за «Интер», Кордоба отметился за сезон четырьмя забитыми голами.
В зимнее трансферное окно 2000 года Кордоба был приобретён миланским «Интером» у «Сан-Лоренсо» за сумму, эквивалентную 16 млн евро. На протяжении почти целого десятилетия Кордоба был одним из основных игроков команды из Милана, и только с 2009 года всё чаще стал оставаться на скамейке запасных. В сезоне 2010/11 Иван провёл менее половины матчей своей команды в чемпионате — 16 из 38, а по состоянию на март 2012 года Кордоба появлялся на поле лишь 5 раз. За время, проведённое в «Интернационале», Кордоба выиграл 5 чемпионатов, 4 Кубка Италии, 4 Суперкубка страны, Лигу чемпионов УЕФА и Клубный чемпионат мира.
В сборной Колумбии Иван Кордоба дебютировал в 1997 году. Тогда же он принял участие в своём первом крупном турнире — Кубке Америки. Всего же он участвовал в 4 Кубках Америки (1997, 1999, 2001, 2007), чемпионате мира 1998 года, Кубке конфедераций 2003 года. В сборной он стал настоящим лидером и капитаном. Именно гол центрального защитника в финале домашнего для Колумбии Кубка Америки 2001 года принёс сборной историческую победу в главном континентальном турнире для сборных Южной Америки. Примечательно, что на том турнире колумбийцы, чью оборону цементировали Иван Кордоба и вратарь Оскар Кордоба, не пропустили ни одного мяча в 6 играх.
6 Мая 2012 года Иван Рамиро Кордоба завершил профессиональную карьеру футболиста в матче 37-го тура Итальянской Серии А против Милана, которая завершилась победой Миланского Интера с счетом 4-2, голы тогда забивали: Милито, 14 (1:0). Ибрагимович, 44-с пенальти (1:1). Ибрагимович, 46 (1:2). Милито, 52-с пенальти (2:2). Милито, 80-с пенальти (3:2). Майкон, 87 (4:2). В том матче Кордоба вышел на замену на 84-й минуте, заменив Уэсли Снейдера.

## Достижения
«Интернационале»
- Чемпион Италии (5): 2005/06, 2006/07, 2007/08, 2008/09, 2009/10
- Обладатель Кубка Италии (4): 2004/05, 2005/06, 2009/10, 2010/11
- Обладатель Суперкубка Италии (3): 2005, 2006, 2010
- Победитель Лиги Чемпионов УЕФА: 2009/10
- Победитель Клубного чемпионата мира по футболу: 2010

Сборная Колумбии
- Победитель Кубка Америки: 2001